# Новые Тукмаклы
Новые Тукмаклы (баш. Яңы Туҡмаҡлы) — село в Кушнаренковском районе Республики Башкортостан Российской Федерации. Входит в состав Старотукмаклинского сельсовета.

## География

### Географическое положение
Расстояние до:
- районного центра (Кушнаренково): 13 км,
- центра сельсовета (Старые Тукмаклы): 9 км,
- ближайшей ж/д станции (Уфа): 72 км.

## Население
| 2002 | 2009 | 2010 |
| ---- | ---- | ---- |
| 209  | ↗236 | ↘197 |

### Национальный состав
Согласно переписи 2002 года, преобладающей национальностью являются башкиры — 76 %.